# Lea Haller
Lea Haller (* 1977 in Zürich) ist eine Schweizer Historikerin und Autorin. Seit 2024 ist sie Generalsekretärin der Schweizerischen Akademie der Geistes- und Sozialwissenschaften (in Co-Leitung). Sie lebt in Sonvilier und Bern.

## Leben
Lea Haller studierte an den Universitäten Zürich und Hamburg Geschichte, Volkskunde und Deutsche Sprachwissenschaft. Von 2007 bis 2012 war sie Assistentin und Doktorandin an der Professur für Technikgeschichte der ETH Zürich, mit Forschungsaufenthalten am Collegium Budapest (2010) und am New Europe College Bukarest (2011). 2011 wurde sie an der ETH Zürich promoviert. Ihre Dissertation zur Geschichte des Cortisons wurde mit der ETH-Medaille ausgezeichnet. 2012 erhielt Haller eine Branco Weiss Fellowship für ein Forschungsprojekt zur Geschichte des Rohstoffhandels in der Schweiz. 2012–2013 war sie Gastwissenschaftlerin an der SciencesPo in Paris, 2013–2014 Fellow am Minda de Gunzburg Center for European Studies an der Harvard University, 2014–2016 arbeitete sie am Paul Bairoch Institute of Economic History an der Universität Genf. 2019 erschien bei Suhrkamp ihr Buch Transithandel. Geld- und Warenströme im globalen Kapitalismus.
Im April 2018 trat Lea Haller in die Redaktion der Neuen Zürcher Zeitung ein, als Redaktorin für das Magazin NZZ Geschichte. Im August 2019 übernahm sie die Redaktionsleitung des Magazins. Seit März 2024 ist sie Generalsekretärin der Schweizerischen Akademie der Geistes- und Sozialwissenschaften (SAGW), in Co-Leitung mit Beat Immenhauser.

## Schriften (Auswahl)
Monografien
- Cortison. Geschichte eines Hormons. Chronos, Zürich 2012.
- Transithandel. Geld- und Warenströme im globalen Kapitalismus. Suhrkamp, Berlin 2019, ISBN 978-3-518-12731-5.

Herausgeberin
- mit Nathalie Büsser u. a.: Transnationale Geschichte der Schweiz = Histoire transnationale de la Suisse. Chronos, Zürich 2020.